# Timandra serenata
Timandra serenata là một loài bướm đêm trong họ Geometridae.